# Venědikt Vasiljevič Jerofejev
Venědikt Vasiljevič Jerofejev (rusky Венедикт Васильевич Ерофеев) (24. října 1938, Kandalakša, Murmanská oblast – 11. května 1990, Moskva) byl ruský sovětský postmoderní spisovatel. Je známý především jako autor poemy v próze Moskva-Petušky (Москва—Петушки).

## Život
Venědikt Vasiljevič Jerofejev se narodil v osadě Niva-3 (předměstí Kandalakši). Jako místo narození je však uváděna stanice Čupa v Karelské ASSR, kde v té době žila jeho rodina. Jeho otec Vasilij Vasiljevič Jerofejev byl přednosta železniční stanice, posléze byl neprávem odsouzen a v letech 1945-1954 vězněn. Podle jiných zdrojů odešel otec Venědikta Jerofejeva na sever jako přestěhovalec dobrovolně za podmínek zlevněného jízdného a velké podpory, poskytnutí bezplatného bydlení. Po ukončení výuky pro Murmanskou železniční dráhu se Vasilij Vasiljevič Jerofejev stal výpravčím ve stanici Pojakonda. V roce 1945 byl pak podle paragrafu 58/10 (špionáž) zatčen.
Venědikt prožil většinu svého dětství v dětském domově v Kirovsku na poloostrově Kola. Školu zakončil s vyznamenáním. V polovině padesátých a na začátku šedesátých let studoval nejdříve na filologické fakultě Lomonosovovy univerzity, poté na pedagogických školách v Orechově-Zujevě, v Kolomni a ve Vladimiru. Ze všech škol byl však vyloučen.
Od roku 1958 do roku 1975 žil bez trvalého bydliště, pracoval jako závozník v Kolomni, pomocník zedníka a výkupčí vinného skla v Moskvě, topič ve Vladimiru, dozorčí na oddělení milice v Orechově-Zujevě, vrtač v geologické skupině (Ukrajina), knihovník (Brjansk), montážní dělník při pokládce kabelů vedení v různých městech Ruska, Litvy a Běloruska (toto se také odrazilo na námětu poémy Moskva-Petušky), laborant parazitologické expedice v Uzbekistánu, laborant na Všesvazovém vědecko-výzkumném institutu dezinfekce a sterilizace „v boji proti okřídlené krevsající havěti“ v Tádžikistánu atd. V roce 1974 získal díky sňatku trvalé bydliště v Moskvě.
Od mládí se Venědikt vyznačoval nevšední erudicí a láskou k literatuře. Již v sedmnácti letech napsal ve Vladimiru Zápisky psychopata (Записки психопата) (dlouhou dobu byly považovány za ztracené, poprvé byly publikovány v roce 1995). V roce 1970 zakončil poému v próze Moskva-Petušky (Москва—Петушки). Byla publikována v izraelském almanachu Ami v roce 1973. V SSSR poéma poprvé vycházela od prosince 1988 do března 1989 v časopise Trezvosť i kultura (Трезвость и культура), ale všechna obscénní slova v publikaci byla nahrazena. Necenzurovaná vyšla poprvé v almanachu Věsť (Весть) v roce 1989. V tomto i v ostatních svých dílech inklinuje Jerofejev k tradicím surrealismu a k literárnímu klaunovství.
Kromě Zápisků psychopata a Moskva–Petušky napsal Jerofejev divadelní hru Valpuržina noc aneb Komturovy kroky (Вальпургиева ночь, или Шаги командора), eseje Vasilij Rozanov očima exentrika (Василий Розанов глазами эксцентрика) a Saša Černý a ti druzí (Саша Черный и другие), nezařaditelnou Blahou zvěst (Благуя Весть) a také výbor citátů z Lenina Moje malá Leniniáda (Моя маленькая Лениниана). Ve svých esejích využívá Jerofejev prvků postmodernismu, surrealismu a groteskního spojení reálna s ireálnem.

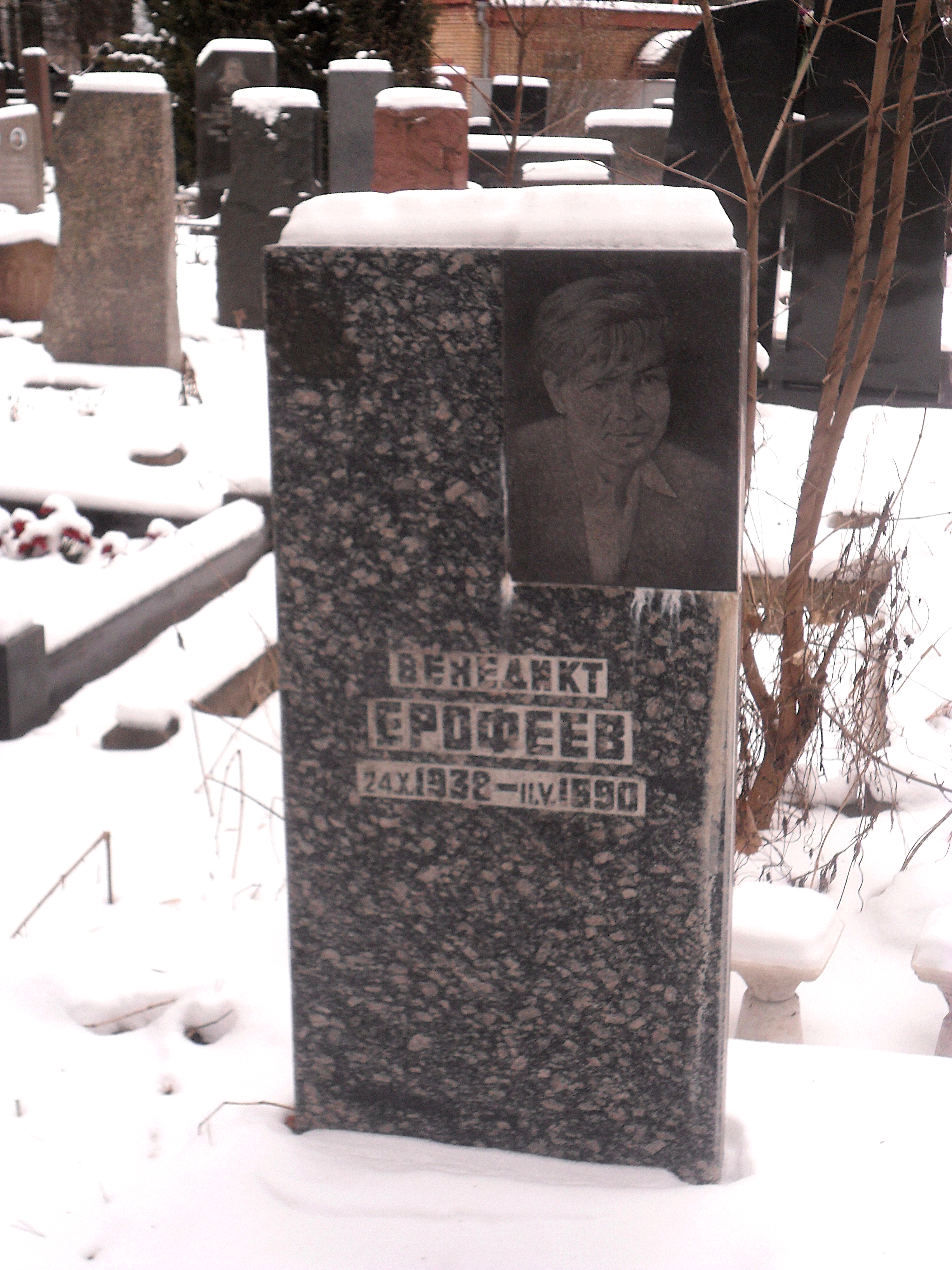
Spisovatelův hrob

Divadelní hra Disidenti aneb Fanny Kaplanová (Диссиденты, или Фанни Каплан) zůstala nedokončená. Po smrti spisovatele byly z části vydány jeho Poznámkové sešity (Записные книжки). V roce 1992 publikoval časopis Těatr (Театр) dopisy Jerofejeva sestře Tamaře Guščinové. Podle vlastních slov napsal Jerofejev v roce 1972 ještě román Šostakovič (Шостакович), který mu ukradli ve vlaku spolu s nákupní taškou, kde byly dvě láhve kořalky. V roce 1994 oznámil ruský básník a filosof Slava Ljon (Слава Лён), že rukopis byl celý čas u něho a zanedlouho ho uveřejnil. Byl ovšem uveřejněn pouze malý fragment románu údajně napsaného Jerofejevem. Většina kritiků považuje tento fragment za falzifikát. (Podle mínění Vladimíra Muravjova si Jerofejev historku s románem vymyslel, neboť měl velmi rád mystifikaci).
V roce 1985 přijal Venědikt Jerofejev katolický křest v jediném v tu dobu fungujícím katolickém kostele v Moskvě v chrámu svatého Ludvíka Francouzského. Kmotrem mu byl přítel, filolog Vladimír Muravjov.
Poslední roky života trpěl Jerofejev nevyléčitelnou nemocí – rakovinou hrtanu. Spisovatel zemřel v Moskvě 11. května 1990. Pohřben je na Kuncevském hřbitově. Jeho knihy byly přeloženy do více než třiceti jazyků. Na moskevském náměstí Borby (площадь Борьбы) mu byl postaven památník. Ve Vladimiru byla na budově pedagogického ústavu umístěna na jeho počest pamětní deska. V Kirovsku bylo v ústřední městské knihovně vybudováno muzeum věnované tomuto prozaikovi. Byl o něm rovněž natočen dokumentární film Pawła Pawlikowskského  From Moscow to Pietushki with Benny Yerofeyev (1990, Z Moskvy do Petušek s Venědiktem Jerofejevem).

## Dílo
- Zápisky psychopata (asi 1956-1958, Записки психопата), vydáno 1995, krátké autobiografické tragikomické dílo zahrnující autorovo studium na univerzitě a jeho "vyloučení do řad proletariátu".
- Blahá zvěst (asi 1962, Благуя Весть), vydáno 1995, jiný název Blahozvěst (Благовествование), dílo navazující se silným parodickým vyzněním na tradice Nietzscheho díla Tak pravil Zarathustra.
- Moskva-Petušky (1970, Москва—Петушки), prvně vydáno v Izraeli roku 1973, rusky vydáno až v letech 1988-1989, poema v próze, mnohovrstevný pohled na sovětskou realitu a ruský alkoholismus.
- Valpuržina noc anebo Komturovy kroky (Вальпургиева ночь, или Шаги командора), divadelní hra vydaná roku 1985 v Paříži a teprve v roce 1989 v Rusku. Jde o otřesný obraz života v jedné sovětské psychiatrické léčebně v níž vládne antisemitismus a hrubost a násilí je opovažováno za léčebný prostředek. Jde o apokalyptické podobenství osudů Ruska i lidstva.
- Vasilij Rozanov očima excentrika (1973, Василий Розанов глазами эксцентрика), esej vydaná až roce 1989, rozhovor váhajícího sebevraha s filosofem přelomu 19. a 20. století Vasilijem Rozanovem.
- Saša Černý a ti druzí (1982, Саша Черный и другие), esej, vydáno roku 1991
- Moje malá Leniniáda (1988, Моя маленькая Лениниана), koláž, vydáno v Paříži, v Rusku až v roce 1991.
- Disidenti aneb Fanny Kaplanová (Диссиденты, или Фанни Каплан), nedokončená divadelní hra.
- Zbytečný nerost (2005, Бесполезное ископаемое), kniha sestavená z prozaikových poznámkových sešitů (записныe книжки).
- Poznámkové sešity (2005-2007, Записные книжки), dva svazky připravené V. Muravjovem a Venědiktem Jerofejevem mladším (syn spisovatele narozený roku 1966).

## Filmové adaptace
- Moskau-Petuschki (1991), německý televizní film, režie Jens Carl Ehlers.[4]

## Česká vydání
- Moskva-Petušky, literární časopis Sovětská literatura 1990, přeložil Milan Dvořák.
- Moskva-Petuški zpáteční, Pragma, Praha 1992, přeložil Libor Konvička, znovu 2005.
- Moskva-Petušky, Větrné mlýny, Brno 1999, přeložil Leoš Suchařípa.
- Moskva-Petušky, Argo, Praha 2012, přeložil Milan Dvořák.